# Anna Udycz
Anna Udycz (ur. 7 grudnia 1963 w Miastku) – polska zapaśniczka i judoczka, medalistka mistrzostw Europy w zapasach.
Początkowo uprawiała judo. Była mistrzynią Polski w kategorii do 66 kg w 1987, wicemistrzynią w kategorii do 61 kg w 1982, a także brązową medalistką w wadze do 61 kg w 1983 i 1984 oraz w wadze do 66 kg w 1993 i 1994.
Od 1993 uprawiała wyczynowo zapasy. Pięciokrotnie startowała w mistrzostwach świata, zajmując następujące lokaty: 1994 (kategoria do 61 kg) – 8. miejsce; 1995 (kategoria do 61 kg) – 5. miejsce; 1996 (kategoria do 61 kg) – 6. miejsce; 1997 (kategoria do 68 kg) – 11. miejsce; 1998 (kategoria do 62 kg) – 10. miejsce.
Zdobyła srebrny medal w wadze do 61 kg na mistrzostwach Europy w 1996 w Oslo, zaś na mistrzostwach Europy w 1997 w Warszawie zwyciężyła w wadze do 68 kg.
Była mistrzynią Polski w wadze do 65 kg w 1993 i 1994, w wadze do 61 kg w 1995 i 1996, w wadze do 68 kg w 1997, 1998 i 1999 oraz wicemistrzynią w wadze do 68 kg w 2001.
W 1997 ukończyła Zamiejscowy Wydział Kultury Fizycznej w Gorzowie Wielkopolskim.